# Craugastor matudai
Espèce
Synonymes
- Eleutherodactylus matudai Taylor, 1941

Statut de conservation UICN

 VU D2 : Vulnérable
Craugastor matudai est une espèce d'amphibiens de la famille des Craugastoridae.

## Répartition
Cette espèce se rencontre de 1 500 à 2 000 m d'altitude :
- au Mexique sur le Cerro Ovando au Chiapas.
- au Guatemala à Aldea Fraternidad dans le département de San Marcos.

## Description
Les mâles mesurent jusqu'à 28 mm et les femelles jusqu'à 40 mm.

## Étymologie
Cette espèce est nommée en l'honneur d'Eizi Matuda (1894–1978).

## Publication originale
- Taylor, 1941 : New amphibians from the Hobart M. Smith Mexican collections. University of Kansas Science Bulletin, vol. 27, no 1, p. 141-167 (texte intégral).